# La Ritournelle
La Ritournelle är en låt av den franska musikern Sébastien Tellier. Låten var den första singeln från albumet Politics. Låten har fått mycket positivt mottagande hos kritiker, den har både beskrivits som "00-talets främsta spår hittills" och "den vackraste och mest symfoniska och danslåten någonsin".
Låtens trumpartier spelas av Fela Kutis trummis, Tony Allen.